# José Dolores Grullón Estrella

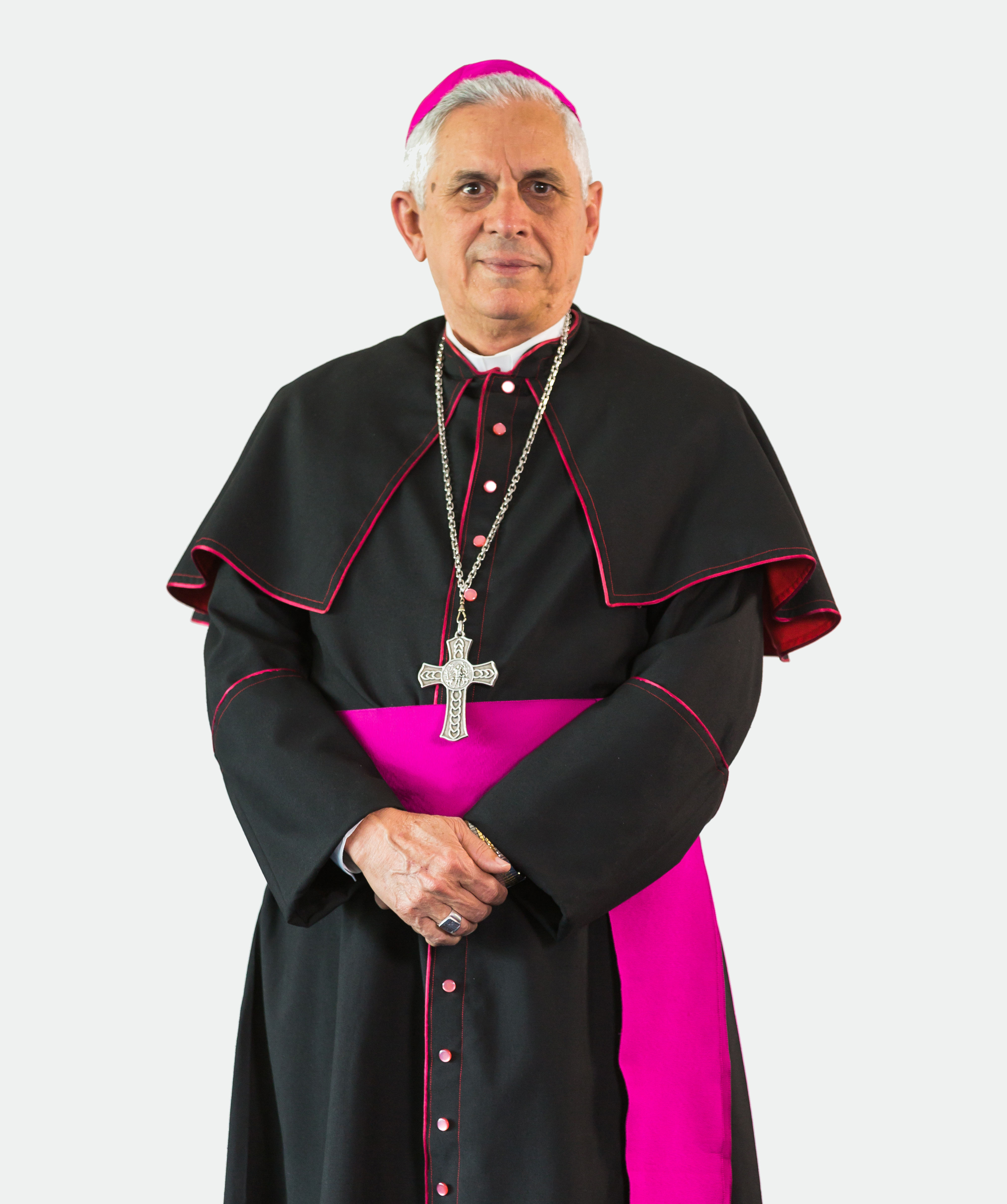
José Dolores Grullón Estrella, 2014

José Dolores Grullón Estrella (* 15. Januar 1942 in Santiago de los Caballeros, Dominikanische Republik) ist ein dominikanischer Geistlicher und emeritierter römisch-katholischer Bischof von San Juan de la Maguana.

## Leben
José Dolores Grullón Estrella empfing am 13. Dezember 1970 das Sakrament der Priesterweihe.
Am 20. Februar 1991 ernannte ihn Papst Johannes Paul II. zum Bischof von San Juan de la Maguana. Sein Amtsvorgänger Ronald Gerard Connors CSsR spendete ihm am 22. Juni desselben Jahres die Bischofsweihe; Mitkonsekratoren waren der Bischof von Santiago de los Caballeros, Roque Adames Rodríguez, und der Bischof von Mao-Monte Cristi, Jerónimo Tomás Abreu Herrera.
Papst Franziskus nahm am 7. November 2020 seinen altersbedingten Rücktritt an.